# لقلات (وادي العين)

تعديل مصدري - تعديل

لقلات هي إحدى قرى عزلة وادي العين بمديرية حورة التابعة لمحافظة حضرموت، بلغ تعداد سكانها 440 نسمة حسب تعداد اليمن لعام 2004.